# Cojedes (Cojedes)
Cojedes también como Cojeditos, es una localidad del estado venezolano de Cojedes. Esta localidad es la cabecera municipal del municipio Anzoátegui, en el noroeste del país, a 240 km al oeste de Caracas, la capital del país. La localidad de Cojedes se encuentra a 147 metros sobre el nivel del mar, y cuenta con 14 044 habitantes.

## Geografía
El área que rodea a Cojedes, presenta un relieve predominantemente plano en su sector sur, cubierto en su mayoría por campos agrícolas. Hacia el norte se eleva el Cerro Negro, considerado el punto más alto de los alrededores, con una altitud de 661 m s. n. m. ubicado a aproximadamente 15,2 kilómetros de la localidad.
La densidad poblacional de la zona es baja, con un promedio de 16 habitantes por kilómetro cuadrado, lo que califica a Cojedes como una localidad de población reducida y aislada, sin presencia de otros núcleos urbanos cercanos.
Aunque en las inmediaciones predomina el paisaje llano, en el entorno más amplio del municipio se encuentran formaciones montañosas frecuentes, que contrastan con las planicies agrícolas del centro poblado.

## Demografía
El municipio Anzoátegui, según el censo venezolano de 2001, tiene una población de 14 044 (frente a 11 106 en 1990). Esto equivale al 5,5% de la población de Cojedes.

## Personas notables
Ivian Sarcos, reina de belleza que ganó los títulos de Miss Mundo 2011 y Miss Mundo Venezuela 2010, es originaria de Cojedes.